# Broken Bow (Nebraska)
Broken Bow es una ciudad ubicada en el condado de Custer en el estado estadounidense de Nebraska. En el Censo de 2010 la ciudad tenía una población de 3559 habitantes y una densidad poblacional de 725,14 personas por kilómetro cuadrado (km²).
Esta ciudad aparece en la película About Schmidt.

## Geografía
Broken Bow se encuentra ubicada en las coordenadas 41°24′20″N 99°38′24″O / 41.40556, -99.64000. Según la Oficina del Censo de los Estados Unidos, Broken Bow tiene una superficie total de 4.91 km², de la cual 4.91 km² corresponden a tierra firme y (0%) 0 km² es agua.

## Demografía
Según el censo de 2010, había 3559 personas residiendo en Broken Bow. La densidad de población era de 725,14 hab./km². De los 3559 habitantes, Broken Bow estaba compuesto por el 95.73% blancos, el 0.45% eran afroamericanos, el 0.73% eran amerindios, el 0.08% eran asiáticos, el 0% eran isleños del Pacífico, el 1.35% eran de otras razas y el 1.66% pertenecían a dos o más razas. Del total de la población el 2.78% eran hispanos o latinos de cualquier raza.